# Иматија (округ)
Округ Иматија је округ у периферији Средишња Македонија и историјској покрајини Македонији, у северној Грчкој. Управно средиште округа је град Бер, а други по величини је Негуш.
Округ Иматија је успостављен 2011. године на месту некадашње префектуре, која је имала исти назив, обухват и границе.

## Природне одлике
Округ Иматија се на југоистоку излази на море, на истоку се граничи са округом Солун, на северу са округом Пела, са запада са округом Козани и са југа са округом Пијерија.
Округ Иматија обухвата западни део равничарског Солунског поља у средишњем делу Македоније, на западу ограђен високим планинама Каракамена, а са југа Пијеријским планинама. Дужином од пар километара округ излази на северну обалу Солунског залива.
Овај округ има средоземну климу, док у вишим деловима на западу преовлађује планинска клима.

## Историја
Предео Иматије први пут се историјски спомиње у вези са античком Македонијом.
После 1913. ова област је припојена савременој Грчкој, а ускоро је започела изградња новог града Верије по савременом плану. Град је примио много грчких избеглица из Мале Азије после Грчко-турског рата и 1947. године постаје седиште новоосноване префектуре Иматије (данас округ). Током Другог светског рата и Грчког грађанског рата област је тешко страдала, што је проузроковало постепено исељавање током следећих деценија. Последњих две деценије Иматија се нашла на месту градње новог ауто-пута „Игњација“, што даје наде за бољу будућност.

## Становништво
По последњем попису из 2021. године округ Иматија је имао око 131.000 становника, од чега око 30% живи у седишту округа, граду Беру.
Етнички састав: Главно становништво округа су Грци, уз присуство словенске мањине а последњих година овде се населио и омањи број насељеника из целог света.
Густина насељености је око 85 ст./км², што је више од просека Грчке (око 80 ст./км²). Равничарски део је много боље насељен него планинско залеђе на западу и југу.

## Управна подела и насеља
Округ Иматија се дели на 3 општине:
1. Александрија
2. Бер
3. Негуш

Бер је највеће насеље и седиште округа, а од значајнијих градова (> 10.000 ст.) у округу потребно је споменути Негуш.

## Привреда
У Иматији доминира пољопривредна производња воћа (брескве, јагоде) и поврћа, услед чега се од индустрије најбоље развија њена прехрамбена грана.